# Trigger (guitarra)
Trigger és una guitarra acústica clàssica de corda de niló Martin N-20 que utilitza el cantautor Willie Nelson. Al començament de la seva carrera, Nelson va provar diverses guitarres de diferents companyies. Després de danyar la seva guitarra Baldwin el 1969, va comprar aquesta guitarra Martin, i va conservar els components elèctrics de la guitarra Baldwin.
Nelson va basar el seu estil que cercava en el so i la guitarra de Django Reinhardt. Així que va optar per amplificar la guitarra acústica, resultant en el seu so característic.

## Antecedents
Com que Nelson era un artista de RCA Records, els fabricants de guitarres li prestaven o regalaven els seus models d'instruments per provar-los. A principis de la seva carrera, Nelson tocava instruments de Fender Musical Instruments Corporation, amb models com Telecaster, Jaguar i Jazzmaster. Nelson va passar més tard a Gibson Guitars. El 1969, abans d'un concert al Panamerican Ballroom a prop de Houston, Texas, Baldwin Company va regalar a Nelson el model de guitarra acústica-elèctrica clàssica 800C amb una pastilla Prismatone i un amplificador per provar.

## El Martin N-20
El 1969, després d'un concert a Floore's Country Store a Helotes, Texas, un home borratxo va trepitjar la guitarra Baldwin de Nelson, trencant-la fins a provocar danys que impedirien tocar-la. David Zettner i Jimmy Day, membres de la banda de Nelson The Record Men, van portar la guitarra a Shot Jackson, un luthier de Nashville, Tennessee. Jackson, que considerava irreparable el dany, li va oferir a Nelson una guitarra clàssica Martin N-20 de corda de niló feta de palissandre brasiler amb una tapa d'avet Sitka (número de sèrie 242830). Nelson va ordenar a Jackson, durant una conversa telefònica, que intercanviés la pastilla electromagnètica de la guitarra Baldwin a la Martin. La pastilla li va permetre amplificar el seu so acústic clàssic per actuar en grans sales de ball, contribuint al seu estil característic. Nelson va comprar la Martin N-20 amb la modificació no visible a simple vista, per 750 dòlars (equivalent a 5.200 dòlars el 2019). Dues dècades després, la va batejar amb el nom del cavall de Roy Rogers "Trigger". Quan se li preguntava pel nom, Nelson respon sovint: "Roy Rogers tenia un cavall anomenat Trigger. Vaig pensar que aquest és el meu cavall!". Nelson també afirmaria que desitjava apropar-se a l'estil de tocar i al so del músic de jazz Django Reinhardt.
Nelson va utilitzar Trigger per primera vegada durant els enregistraments d’estudi de My Own Peculiar Way el mateix any, però el so de la guitarra va quedar desbordat per l'acoblament de cordes i instruments de llautó de la mescla. L'any següent, Nelson va salvar Trigger del seu ranxo en flames a Bandera, Texas. Després del trasllat de Nelson a Austin, Texas i la revitalització de la seva música, Trigger va definir el seu so. El cantant va utilitzar Trigger en la gravació dels seus aclamats àlbums Shotgun Willie, Red Headed Stranger i Stardust.

## Aspecte

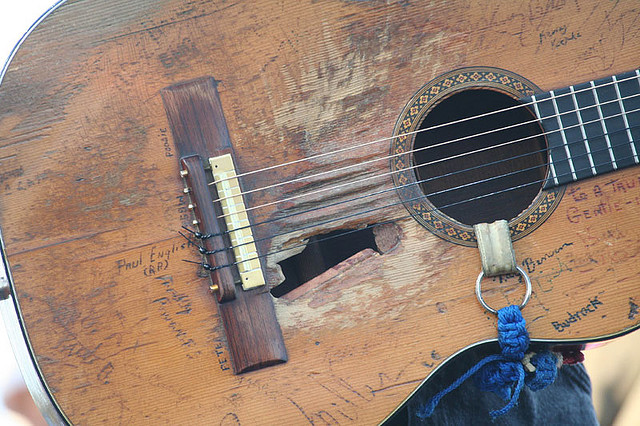
La guitarra de Willie Nelson, Trigger

Amb el pas del temps, la guitarra de Nelson ha portat un gran forat sobre el pont, gairebé arribant al forat del so. Tot i que les guitarres clàssiques estan destinades a tocar-se amb el picat a dit, l’ús que Nelson va fer d’una punxa plana i el batec constant, van causar els danys a mesura que el pic rascava lentament la fusta. El desgast de Trigger és tan gran que fins i tot els trasts d'acer han estat desgastats des de crestes llises fins a línies de corda per les cordes de niló més de 10.000 mostres d'ús exclusiu.
La seva caixa de ressonància ha estat signada per més d'un centenar d'amics i associats de Nelson, que van des de companys de música fins a advocats i entrenadors de futbol. La primera firma de la guitarra va ser la de Leon Russell, que va demanar a Nelson inicialment que signés la seva guitarra. Quan Nelson estava a punt de signar-lo amb un marcador, Russell li va demanar que el ratllés, explicant que la guitarra seria més valuosa en el futur. Interessat pel concepte, Nelson va sol·licitar que Russell també signés la seva guitarra.

## Manteniment
El luthier Mark Erlewine ha estat fent el manteniment i les reparacions de Trigger des del 1977, després de conèixer Nelson a un bar. La guitarra va a Erlewine un cop l'any per fer una "revisió" anual a Austin, Texas.
La guitarra Trigger està preparada per Nelson abans de cada espectacle pel seu tècnic de guitarra "Tunin 'Tom" Hawkins.

## Llegat
El 1991, durant el seu procés amb l'IRS, Nelson estava preocupat perquè Trigger es pogués subhastar, afirmant: "Quan Trigger se'n vagi, me n'aniré". Va demanar a la seva filla, Lana, que agafés la guitarra de l'estudi abans que hi arribés cap agent de l'IRS i li la portés a Maui. Nelson va amagar la guitarra a casa del seu gerent fins que el 1993 va pagar el seu deute.
Al seu llibre, The Tao of Willie: A Guide to Happiness in Your Heart, Nelson va descriure la influència de la guitarra en el seu estil: "Un dels secrets del meu so està gairebé fora d’explicació. La meva antiga guitarra Martin, Trigger, té el millor to que he sentit de la guitarra. […] Si agafés la guitarra més bona fabricada aquest any i intentés tocar els meus solos exactament com els escoltaves a la ràdio o fins i tot al programa d’ahir a la nit, sempre seria una còpia meva i acabaríem tots avorrits. Però si toco un instrument que ara és part de mi, i ho faig de la manera que em sembla més adequada ... Sempre seré original".
El 2015, Rolling Stone Films va presentar un documental dirigit per David Chamberlin, amb entrevistes amb Nelson, el seu biògraf Joe Nick Patoski, l’harmonista Mickey Raphael, el cantant Jerry Jeff Walker i narrat per Woody Harrelson. "Mastering the Craft: Trigger" representava la història de la guitarra. A causa de l'impacte de Trigger en la indústria musical, Martin Guitars va produir la Willie Nelson Limited Edition N-20WN.